# نهائي كأس رابطة الأندية الإنجليزية المحترفة 2000
نهائي كأس رابطة الأندية الإنجليزية المحترفة 2000 هي المباراة النهائية من منافسة كأس رابطة الأندية الإنجليزية المحترفة 1999–2000، أقيمت المباراة في 27 فبراير 2000، في ملعب ويمبلي، بين فريقي ليستر سيتي، ونادي ترانمير روفرز لكرة القدم، وفاز فيها ليستر سيتي، بعد أن هزم نادي ترانمير روفرز لكرة القدم، بنتيجة 2 - 1، وكان حكم المباراة Alan Wilkie (referee) ‏.

## تفاصيل المباراة
لعبت المباراة النهائية في 27 فبراير 2000.
| ليستر سيتي | 2 -1 | نادي ترانمير روفرز لكرة القدم |
| ---------- | ---- | ----------------------------- |
|            |      |                               |